# São Benedito (Ceará)
São Benedito é um município brasileiro localizado na região noroeste do estado do Ceará. É reconhecido como "A Capital das Flores" no estado.

## Toponímia
Um indígena que tinha especial devoção por São Benedito adotou esse nome para o povoado.
Variação Toponímica: São Benedito da Ibiapaba.

## História
Chamou-se primitivamente Rio Arabê ou das baratas, segundo versão tupi, havendo como referência o riacho (século XVII). Nessa época, tinham-se por habitantes somente Tapuias, marcando um dos principais agregamentos indígenas.
Desse referencial se tem notícia a contar do ano de 1604, quando Pero Coelho de Souza, após subjugar os Tabajaras da Ibiapaba, estendeu suas conquistas ao longo da Grande Serra da Ibiapaba, montando seu quartel-general nesse local. Comandou, então, o restante de suas operações de conquista, reunindo os principais Morubixabas, deles exigindo obediência, fidelidade reinol, além de aprisionar duzentos índios, torná-los escravos e remetê-los algemados para Pernambuco.
Cessado o terrorismo aventureiro, cada Tuxaua procurou o seu domicílio, ficando no Arabê os nativos que lhe eram vinculados. Pouco mais de um século se passou. Em 1759, quando da expulsão dos Jesuítas, da Ibiapaba, coube ao Índio Jacob reunir o contingente de sua obediência e buscar refúgio no referido Rio Arabê. Instalou sua aldeia. Logo em seguida, grupos dispersos se acercaram do reduto, montaram seus tugúrios e formou-se por essa via o povoamento.
Evolução Política: Criou-se inicialmente o Distrito Policial consoante Lei Provincial nº 527, de 6 de dezembro de 1850, modificando o locativo para São Benedito da Ibiapaba. Criou-se em seguida a primeira escola, conforme Lei nº 685, de 20 de outubro de 1854 e abriram por essa réstia de sabedoria os luminares que iriam marcar o primeiro estágio evolutivo do reduto. Sua elevação à categoria de Vila provém de Lei Provincial nº 1.470, de 18 de novembro de 1872, tendo sido instalada a 25 de novembro do ano seguinte, simplificando a denominação para São Benedito. Instalou-se igualmente nessa data a Câmara Municipal de São Benedito.
A elevação da Vila à categoria de município provêm da Lei nº 1.850, de 30 de agosto de 1921.
As primeiras manifestações de apoio eclesial têm como precedente o Índio Jacob, devoto de São Benedito e a quem recorria em seus monumentos de apertura. O primitivo templo, construído em taipa, chão batido e cobertura de palhas, teve por colaboradores os próprios nativos (1759). Cerca de oito décadas se passaram. Em 1841, erigiu-se em termos modernos a primeira casa de oração, tendo como assistente o pároco de Viçosa do Ceará, padre Filipe Benício. Ampliado e reformado esse despretensioso oráculo e a contar com São Benedito estímulo de que foi vanguardeiro o padre João Crisóstomo de Oliveira Freire, surgiu a ideia de construção da Igreja Matriz, cujas obras se iniciam a 23 de agosto de 1850. Os trabalhos de conclusão e evento de caráter inaugural, datam de 21 de dezembro de 1851.

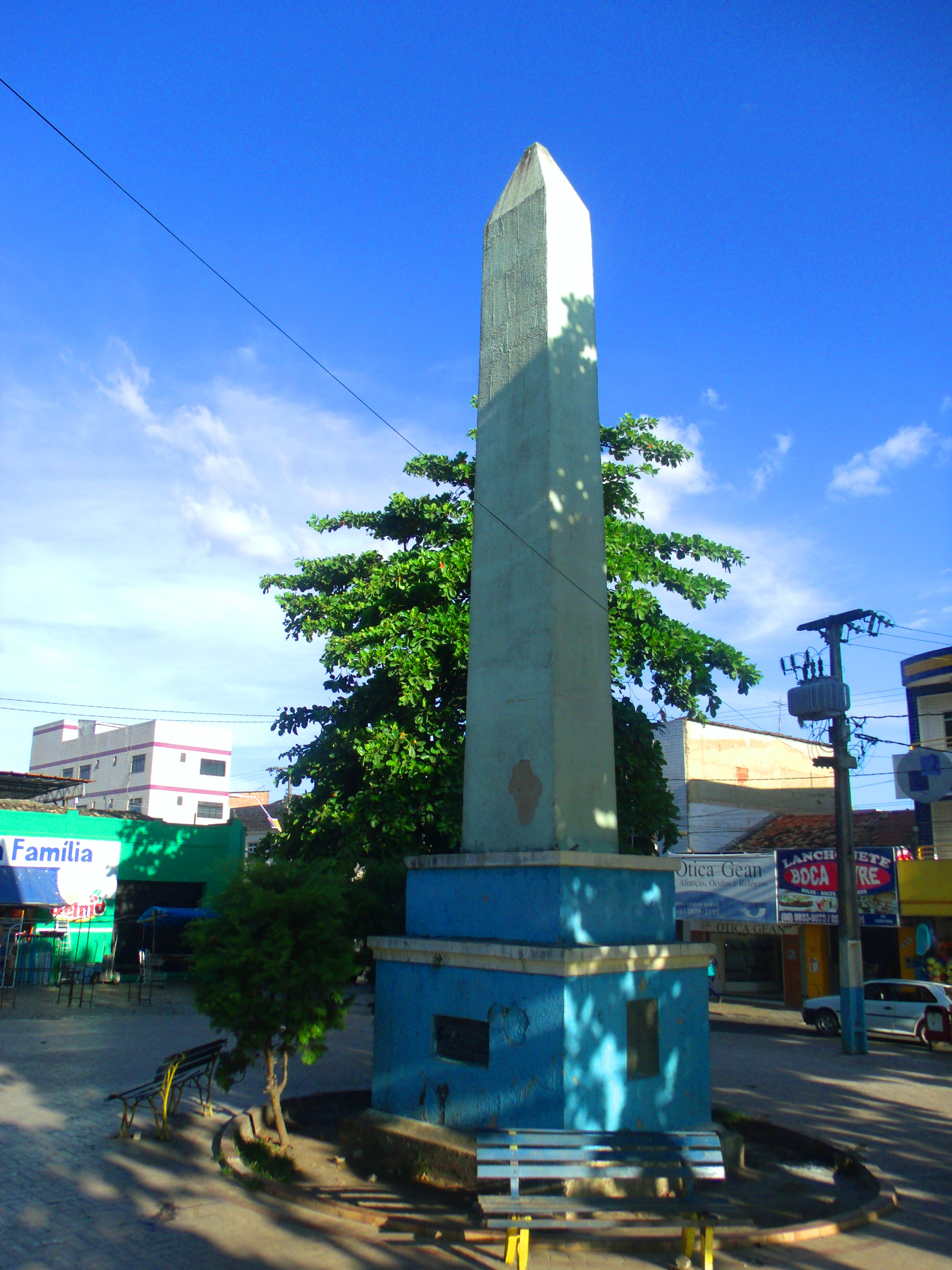
Obelisco do Município de São Benedito, erigido em 1973, pelo centenário do município.

Tem como filho ilustre Raimundo de Farias Brito (São Benedito, 24 de julho de 1862 — Rio de Janeiro, 16 de janeiro de 1917), um escritor e filósofo brasileiro, sendo considerado como um dos maiores nomes do pensamento filosófico do país e autor de uma das mais completas obras filosóficas produzidas originalmente no Brasil, em que identificou os planos do conhecimento e do ser, voltando dogmaticamente à metafísica tradicional, de caráter espiritualista.
Em 29 de agosto de 1970, numa ação guerrilheira controversa, a Ação Libertadora Nacional (ALN, grupo da esquerda armada de tendência cubana) assalta no município o estabelecimento do comerciante José Armando Rodrigues e candidato a vice-prefeito pelo ARENA (Aliança de Renovação Nacional, partido de sustentação do regime militar), que foi sequestrado, torturado e assassinado com 4 tiros e depois atirando seu corpo na Serra de Ibiapaba, sendo o cadáver encontrado no dia seguinte pelo pai da vítima . A barbárie provocou o maior cerco policial da História do Ceará , sendo quase todos os envolvidos neste ato terrorista em São Benedito  presos e alguns condenados a prisão perpétua pela Justiça Militar. A execução de José Armando Rodrigues é um tabu entre os veteranos da esquerda armada porque entre os motivos de seu assassinato estão várias versões que teria havido um caso extraconjugal com a filha de José Bento, um militante da ALN e ex-membro do PCB, que após o desenlace, o pai "quis lavar a honra com sangue" ou que o comerciante teria uma lista de guerrilheiros na região que seriam denunciados as autoridades competentes , tanto que esta morte não teve realizada propaganda nos jornais da ALN nem manifestos foram deixados a população para explicar os motivos do assassinato como de praxe. A barbárie provocou o maior cerco policial da História do Ceará , praticamente, desmantelando a ALN no Ceará. Em memória de José Armando Rodrigues, uma rua da cidade tem seu nome.
Data da Criação: 18 de novembro de 1872.
Instalação: 25 de novembro de 1873.
Desmembrado de Viçosa do Ceará.
Padroeiro: São Benedito.
Dia: 01/01.
Arquitetura Antiga: Igreja Matriz de São Benedito (1841).

## Povos Indígenas de São Benedito
Desde os tempos imemoriais, a região do município era ocupada por indígenas de origem tupi e tapuia, mas, após séculos de colonização, perseguição e migrações, quase todas essas comunidades desapareceram. Atualmente, é reconhecido um povo indígena que resiste a colonização nessa região: os Tapuya Kariris. 
Por falta de estudos sobre, não há evidências de uma ligação genética desse povo com os Kariris, que habitam o sul do estado. Mas, os Tapuya Kariri tiveram apoio e participação dos povos Kariris ao longo de sua luta por direitos e demarcação de terras na Ibiapaba. Se organizam na Aldeia Gameleira (atual sítio Carnaúba II), apesar de geograficamente o território indígena localizar-se maioritariamente em Carnaubal, as estradas principais e as políticas públicas no local são oriundas do governo de São Benedito. Ao longo do século XIX, os indígenas Tapuya Kariri foram perseguidos por latifundiários, sendo obrigados a abandonar suas tradições e identidade étnica, ficaram escondidos até o final dos anos 80, quando o líder Chico Pai Zé começa um movimento para buscar e reconhecer a herança indígena da comunidade. Os esforços de Pai Zé deram grandes resultados somente em 2007, quando foram reconhecidos pela FUNAI, iniciando a demanda por demarcação da terra, pois nessa época, a maior parte da região está tomada por posseiros e invasores que cercaram quase toda área. Os conflitos causados pelos fazendeiros ainda hoje resultam em perseguições, ameaças e agressões contra a comunidade indígena. Atualmente, são representados pela cacique Andrea e o pajé Neguim, tendo uma Escola Indígena desde 2009, mas ainda aguardam que a FUNAI prossiga e faça pesquisas antropológicas na região.

## Geografia
- Área: 350,847 km².
- Altitude: 902 m.
- Latitude: 4°02' S
- Longitude: 40°51’W
- Distritos: Barreiro, Inhuçu.
- Acidentes Geográficos: Serra da Ibiapaba, Rios Arabê,  Inhuçú e Pejuaba e Riacho Garranchos.

São Benedito tem como sede urbana umas das mais elevadas do Nordeste brasileiro, estando a 903 metros de altitude. Devido a essa altitude a temperatura é amena, com invernos frios e verões mais amenos.  A temperatura no inverno pode descer a 15 °C, com sensação térmica ainda menor, já no verão mesmo estando muito próximo a linha do Equador não ocorre a estação mais quente, a estação mais quente é a primavera, mas raramente ultrapassa os 30 °C. Um ponto interessante da região é que muitos dias do ano, principalmente nos dias de inverno, a cidade amanhece sob forte neblina.

### Bairros
- Centro;
- ABC;
- Parque Tabajara;
- Pimenteiras;
- Novo;
- Crescêncio;
- Corrente;
- Monsenhor Otalício;
- Cidade Alta;

- Recanto;
- Cidade Nova;
- Laranjeiras;
- Serraville;
- Cachoeira;
- Vila Franco;
- Portal dos Buritis;
- Mirandas;
- Mirandinha;
- Horto Florestal;
- Chora;
- Vila Verde;
- Corguinho;
- Castelo;
- Fátima;
- Cruzeiro;
- Toca do Quati;
- Barra;
- Potós;
- Santuário;
- Ipiranga;
- Boa Vista;
- Industrial;
- Aeroporto;

A temperatura média anual gira em torno dos 21 °C. Em março e abril, os meses mais chuvosos, a média é de aproximadamente 20 °C e no mês mais quente, novembro, de 22 °C. Com a chegada da estação chuvosa (dezembro a junho) vem as chuvas, sendo o índice pluviométrico de aproximadamente 1 650 mm, uma das maiores precipitações do estado do Ceará, por causa das fluentes chuvas orográficas e semiorográficas.
| Dados climatológicos para São Benedito | Dados climatológicos para São Benedito | Dados climatológicos para São Benedito | Dados climatológicos para São Benedito | Dados climatológicos para São Benedito | Dados climatológicos para São Benedito | Dados climatológicos para São Benedito | Dados climatológicos para São Benedito | Dados climatológicos para São Benedito | Dados climatológicos para São Benedito | Dados climatológicos para São Benedito | Dados climatológicos para São Benedito | Dados climatológicos para São Benedito | Dados climatológicos para São Benedito |
| Mês                                    | Jan                                    | Fev                                    | Mar                                    | Abr                                    | Mai                                    | Jun                                    | Jul                                    | Ago                                    | Set                                    | Out                                    | Nov                                    | Dez                                    | Ano                                    |
| -------------------------------------- | -------------------------------------- | -------------------------------------- | -------------------------------------- | -------------------------------------- | -------------------------------------- | -------------------------------------- | -------------------------------------- | -------------------------------------- | -------------------------------------- | -------------------------------------- | -------------------------------------- | -------------------------------------- | -------------------------------------- |
| Temperatura máxima média (°C)          | 27,5                                   | 26,3                                   | 24,7                                   | 24,8                                   | 25                                     | 25,7                                   | 26,6                                   | 27,6                                   | 28,4                                   | 28,7                                   | 28,7                                   | 28,1                                   | 26,8                                   |
| Temperatura média (°C)                 | 21,9                                   | 21,2                                   | 20,3                                   | 20,4                                   | 20,4                                   | 20,5                                   | 20,6                                   | 21,1                                   | 21,8                                   | 22,1                                   | 22,2                                   | 22,1                                   | 21,2                                   |
| Temperatura mínima média (°C)          | 14,3                                   | 14,2                                   | 16                                     | 14                                     | 15,8                                   | 15                                     | 13,6                                   | 13,6                                   | 15,2                                   | 15,5                                   | 15,8                                   | 16,1                                   | 15,6                                   |
| Precipitação (mm)                      | 167                                    | 274                                    | 373                                    | 364                                    | 214                                    | 87                                     | 37                                     | 18                                     | 16                                     | 19                                     | 23                                     | 63                                     | 1 655                                  |
| Fonte: Climate Data.                   |                                        |                                        |                                        |                                        |                                        |                                        |                                        |                                        |                                        |                                        |                                        |                                        |                                        |

| Dados climatológicos para São Benedito (Barreiros) | Dados climatológicos para São Benedito (Barreiros) | Dados climatológicos para São Benedito (Barreiros) | Dados climatológicos para São Benedito (Barreiros) | Dados climatológicos para São Benedito (Barreiros) | Dados climatológicos para São Benedito (Barreiros) | Dados climatológicos para São Benedito (Barreiros) | Dados climatológicos para São Benedito (Barreiros) | Dados climatológicos para São Benedito (Barreiros) | Dados climatológicos para São Benedito (Barreiros) | Dados climatológicos para São Benedito (Barreiros) | Dados climatológicos para São Benedito (Barreiros) | Dados climatológicos para São Benedito (Barreiros) | Dados climatológicos para São Benedito (Barreiros) |
| Mês                                                | Jan                                                | Fev                                                | Mar                                                | Abr                                                | Mai                                                | Jun                                                | Jul                                                | Ago                                                | Set                                                | Out                                                | Nov                                                | Dez                                                | Ano                                                |
| -------------------------------------------------- | -------------------------------------------------- | -------------------------------------------------- | -------------------------------------------------- | -------------------------------------------------- | -------------------------------------------------- | -------------------------------------------------- | -------------------------------------------------- | -------------------------------------------------- | -------------------------------------------------- | -------------------------------------------------- | -------------------------------------------------- | -------------------------------------------------- | -------------------------------------------------- |
| Temperatura máxima média (°C)                      | 28,2                                               | 27                                                 | 25,5                                               | 25,5                                               | 25,7                                               | 26,5                                               | 27,4                                               | 28,4                                               | 29,1                                               | 29,5                                               | 29,5                                               | 28,8                                               | 27,6                                               |
| Temperatura média (°C)                             | 22,6                                               | 21,9                                               | 21,1                                               | 21,1                                               | 21                                                 | 21                                                 | 21,2                                               | 21,8                                               | 22,4                                               | 22,8                                               | 23                                                 | 22,8                                               | 21,9                                               |
| Temperatura mínima média (°C)                      | 17                                                 | 16,8                                               | 16,7                                               | 16,7                                               | 16,4                                               | 15,6                                               | 15,1                                               | 15,3                                               | 15,8                                               | 16,2                                               | 16,5                                               | 16,8                                               | 16,2                                               |
| Precipitação (mm)                                  | 103                                                | 169                                                | 259                                                | 262                                                | 149                                                | 45                                                 | 18                                                 | 6                                                  | 6                                                  | 7                                                  | 14                                                 | 43                                                 | 1 081                                              |
| Fonte: Climate Data.                               |                                                    |                                                    |                                                    |                                                    |                                                    |                                                    |                                                    |                                                    |                                                    |                                                    |                                                    |                                                    |                                                    |

| Dados climatológicos para São Benedito (Inhuçu) | Dados climatológicos para São Benedito (Inhuçu) | Dados climatológicos para São Benedito (Inhuçu) | Dados climatológicos para São Benedito (Inhuçu) | Dados climatológicos para São Benedito (Inhuçu) | Dados climatológicos para São Benedito (Inhuçu) | Dados climatológicos para São Benedito (Inhuçu) | Dados climatológicos para São Benedito (Inhuçu) | Dados climatológicos para São Benedito (Inhuçu) | Dados climatológicos para São Benedito (Inhuçu) | Dados climatológicos para São Benedito (Inhuçu) | Dados climatológicos para São Benedito (Inhuçu) | Dados climatológicos para São Benedito (Inhuçu) | Dados climatológicos para São Benedito (Inhuçu) |
| Mês                                             | Jan                                             | Fev                                             | Mar                                             | Abr                                             | Mai                                             | Jun                                             | Jul                                             | Ago                                             | Set                                             | Out                                             | Nov                                             | Dez                                             | Ano                                             |
| ----------------------------------------------- | ----------------------------------------------- | ----------------------------------------------- | ----------------------------------------------- | ----------------------------------------------- | ----------------------------------------------- | ----------------------------------------------- | ----------------------------------------------- | ----------------------------------------------- | ----------------------------------------------- | ----------------------------------------------- | ----------------------------------------------- | ----------------------------------------------- | ----------------------------------------------- |
| Temperatura máxima média (°C)                   | 27,6                                            | 26,5                                            | 24,9                                            | 24,9                                            | 25,2                                            | 26                                              | 26,9                                            | 27,8                                            | 28,5                                            | 28,9                                            | 28,9                                            | 28,2                                            | 27                                              |
| Temperatura média (°C)                          | 22                                              | 21,5                                            | 20,5                                            | 20,5                                            | 20,6                                            | 20,6                                            | 20,8                                            | 21,3                                            | 21,9                                            | 22,3                                            | 22,5                                            | 22,2                                            | 21,4                                            |
| Temperatura mínima média (°C)                   | 16,5                                            | 16,5                                            | 16,2                                            | 16,2                                            | 16                                              | 15,3                                            | 14,8                                            | 14,9                                            | 15,4                                            | 15,8                                            | 16,1                                            | 16,3                                            | 15,8                                            |
| Precipitação (mm)                               | 138                                             | 224                                             | 319                                             | 316                                             | 177                                             | 70                                              | 29                                              | 12                                              | 11                                              | 14                                              | 18                                              | 53                                              | 1 381                                           |
| Fonte: Climate Data.                            |                                                 |                                                 |                                                 |                                                 |                                                 |                                                 |                                                 |                                                 |                                                 |                                                 |                                                 |                                                 |                                                 |

## Economia
O município de São Benedito é um dos maiores produtores de rosas do mundo,[carece de fontes?] por isso é mais conhecida como a Cidade das Flores. Todo esse mérito não é para menos, todos os dias são colhidas mais de 220 mil rosas, que são exportadas para outros países como a Holanda, Itália e outros. Hoje São Benedito conta com quatro Floriculturas, as duas maiores são a Reijers e a Cearosa, além de ter também a Flora Fogaça.
Além da produção de Rosas, recentemente São Benedito também passou a produzir Morango. Esse fruto de clima frio se adaptou ao clima de São Benedito que vai de mínima 15 °C a máxima 28 °C, hoje o município é o maior produtor de morango do Ceará, e em breve o morango de São Benedito será exportado para a Europa.

## Educação
Atualmente, o Município conta com o Campus Ibiapaba da Universidade Estadual Vale do Acaraú (UVA), ofertando as graduações em Administração, Agronomia e Pedagogia.

## Turismo

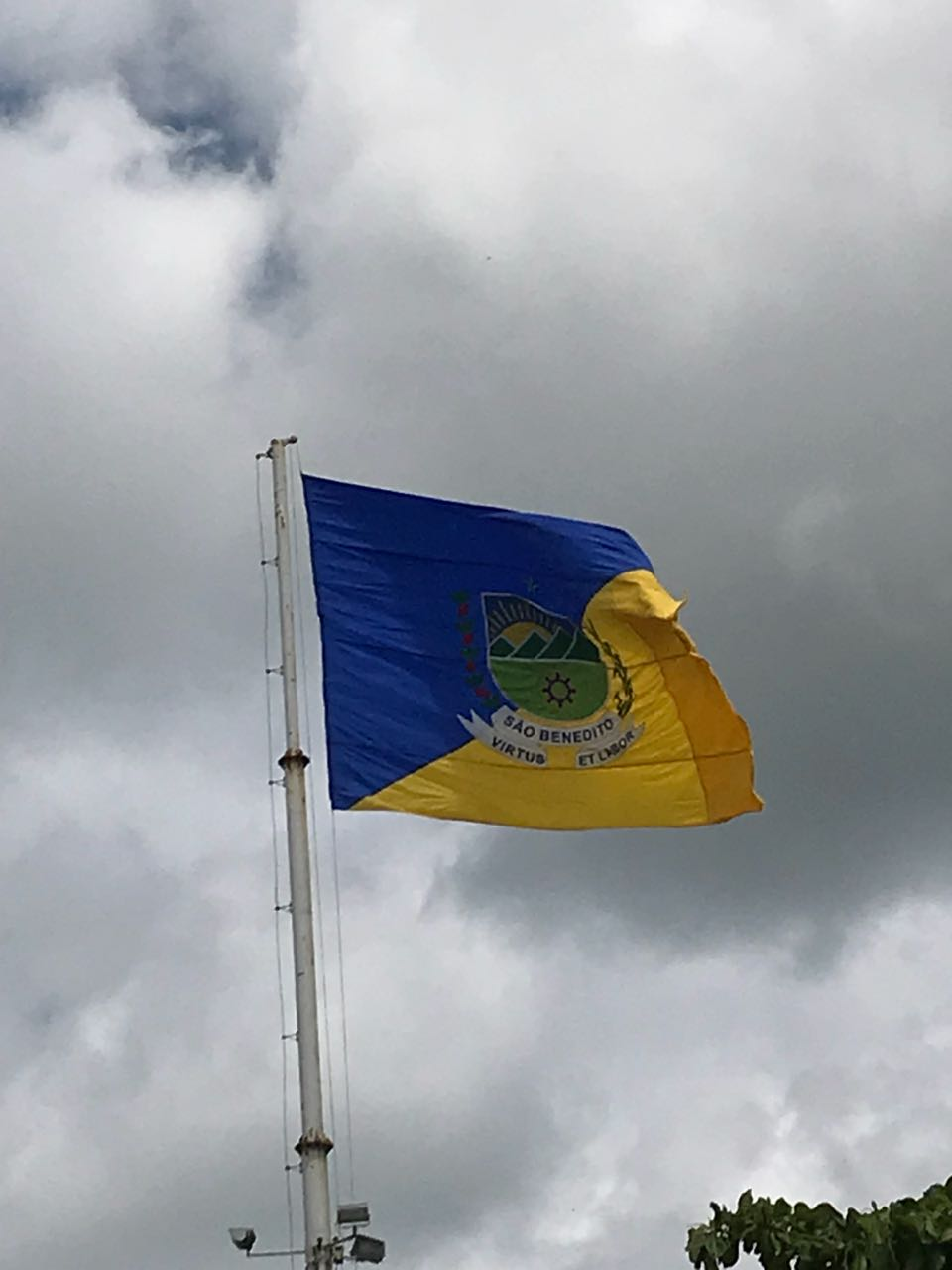
Mastro da Bandeira da Cidade

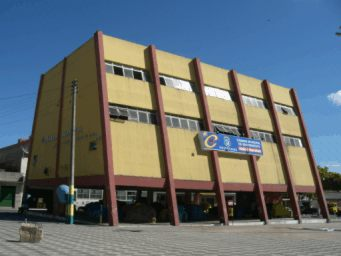
Câmara Municipal de São Benedito, sede do poder legislativo.

### Eventos
- Carnaval (Benéfolia) Maior Carnaval das Serras do Ceará.[13]
- Festa de Nossa Senhora de Fátima (13 de Maio) Santuário de Fátima da Serra Grande
- Festa do Padroeiro São Benedito (22 de Julho)
- Festa de São Francisco (4 de Outubro)
- Festa de Nossa Senhora da Conceição - Distrito de Inhuçu - (8 de Dezembro)

### Turismo Religioso
- Santuário de Fátima da Serra Grande
- Santuário de São Francisco
- Igreja Matriz (Paróquia São
- Cachoeira de São Cristóvão
- Floricultura Reijers
- Floricultura Flora Fogaça
- Cachoeira do Pirapora
- Rio Inhuçu_ Sítio Camocim
- Ipê Park Ecoturismo

## Galeria deimagens

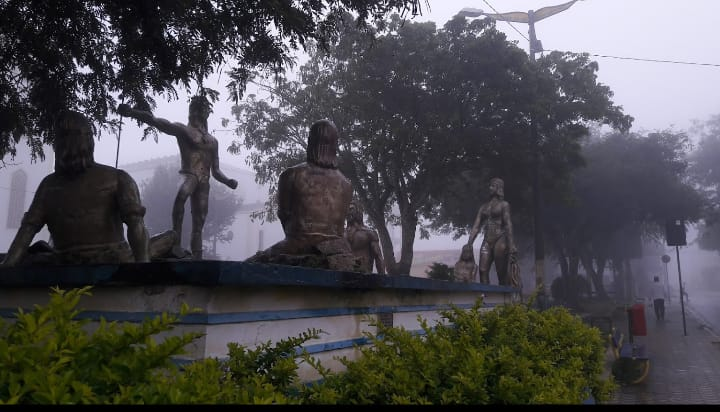
Praça dos Índios

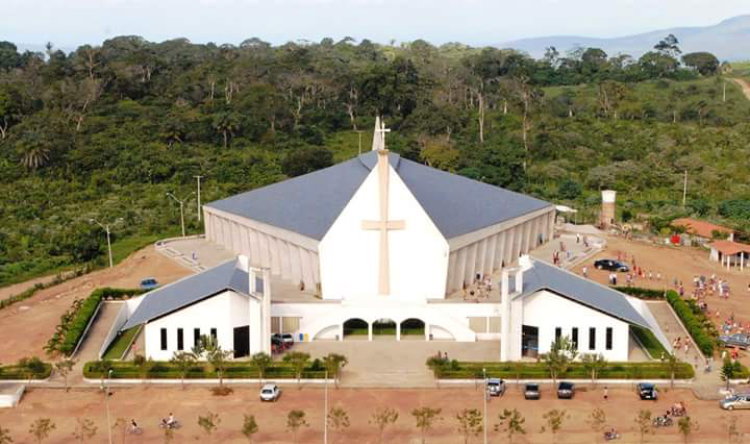
Vista do Santuário de Fátima

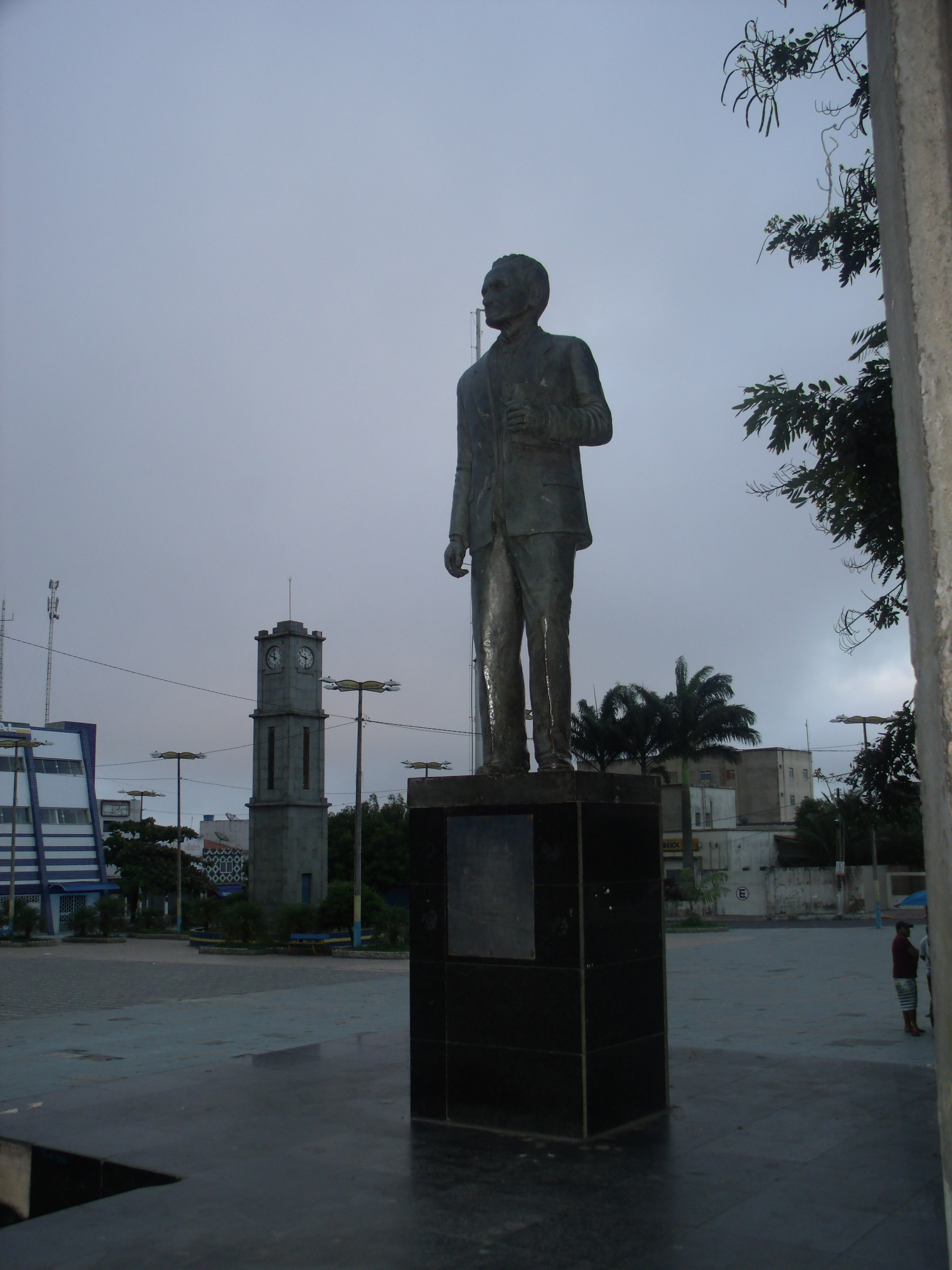
Estátua do pensador Farias Brito.
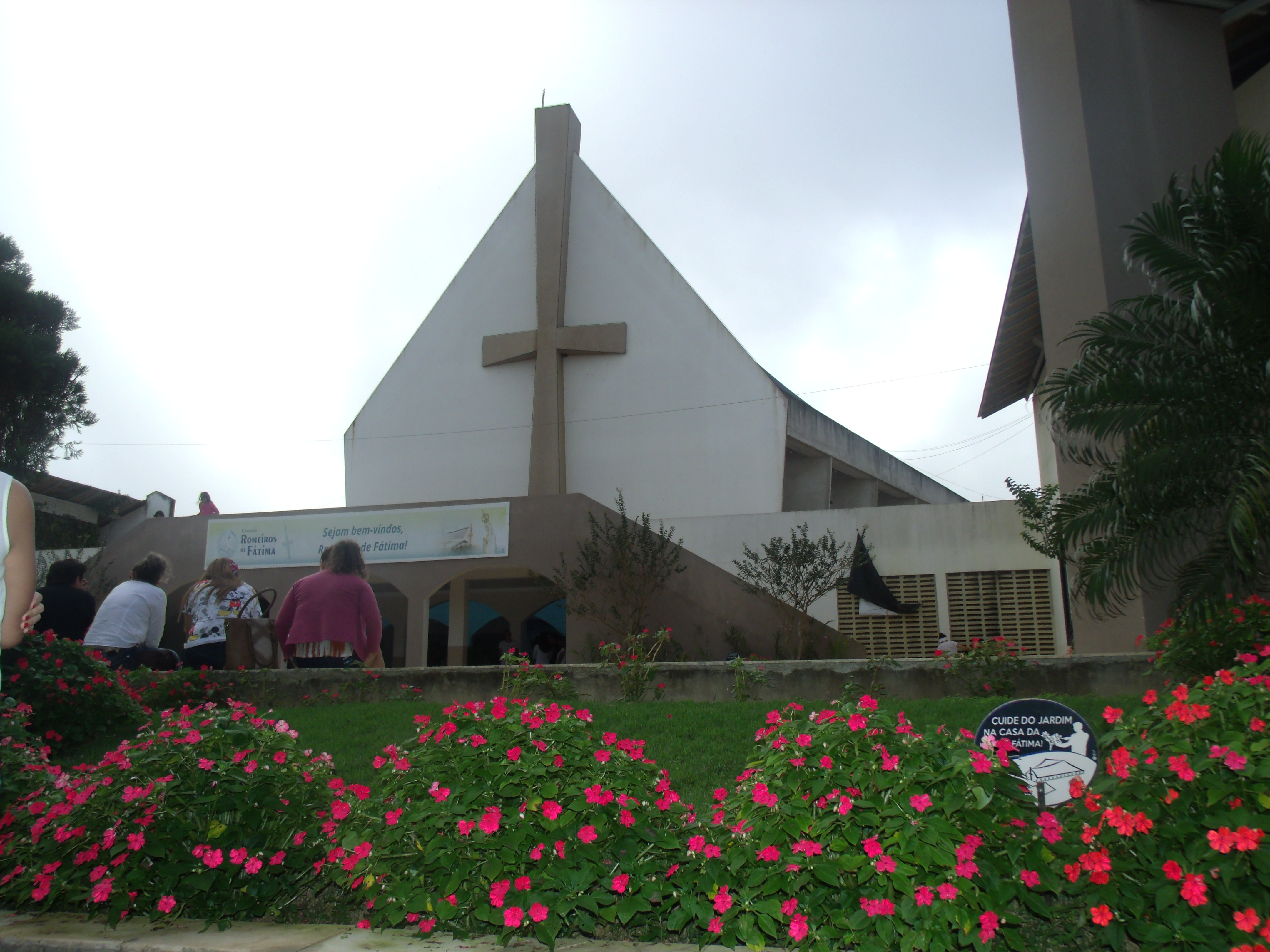
Vista parcial do Santuário de Fátima da Serra Grande